# Paul Penhoët
Paul Penhoët (Clamart, 28 december 2001) is een Frans wielrenner die anno 2022 rijdt voor Groupama-FDJ.

## Carrière
Als junior werd Penhoët onder meer zesde in La Bernaudeau Junior en negende op het door Andrii Ponomar gewonnen Europese wegkampioenschap in Alkmaar. Op de baan behaalde hij een nationale titel in het onderdeel scratch. In 2020 maakte Penhoët de overstap naar de beloften en tekende bij de beloftenploeg van Groupama-FDJ. Dat jaar won hij een etappe in zowel de Ronde van Eure-et-Loir als de Étoile d'Or, beide in een massasprint. In de Ronde van Eure-et-Loir won hij daarnaast zowel het eind-, het punten-, als het jongerenklassement. In het door Filippo Baroncini gewonnen wereldkampioenschap op de weg werd hij achtste.
Het seizoen 2022 begon voor Penhoët in Oman, waar hij met de hoofdmacht van Groupama-FDJ deelnam aan de Ronde van Oman. In de eerste, door Fernando Gaviria gewonnen, etappe sprintte hij naar de vijfde plaats. Na toptienplaatsen in de Grote Prijs van Lillers, Dorpenomloop Rucphen en de Youngster Coast Challenge stond Penhoët in maart aan de start van de Ronde van Normandië. In de vijfde etappe sprintte hij, voor ploeggenoot Jensen Plowright, naar de overwinning. In het puntenklassement eindigde hij, met een voorsprong van slechts één punt op Casper van Uden, bovenaan. In juli was Penhoët de beste in de wegwedstrijd op de Middellandse Zeespelen. Per 1 augustus maakte hij de overstap naar het World Tourteam van Groupama-FDJ.
In 2023 won hij het regelmatigheidscriterium de Coupe de France. De Ronde van de Finistère 2023 was de enige wedstrijd die hij won als onderdeel van dit criterium.

## Overwinningen
2021
3e etappe Ronde van Eure-et-Loir
Eind-, punten- en jongerenklassement Ronde van Eure-et-Loir
3e etappe L'Étoile d'Or
2022
5e etappe Ronde van Normandië
Puntenklassement Ronde van Normandië
 Wegwedstrijd op de Middellandse Zeespelen
2023
Ronde van de Finistère
2e etappe Ronde van Poitou-Charentes
Puntenklassement Ronde van Poitou-Charentes
Eindklassement Coupe de France
2024
Jongerenklassement Vierdaagse van Duinkerke

## Resultaten in voornaamste wedstrijden
| Jaar | Ronde van Italië | Ronde van Frankrijk | Ronde van Spanje |
| ---- | ---------------- | ------------------- | ---------------- |
| 2023 |                  |                     |                  |
| 2024 |                  |                     |                  |
| 2025 |                  | 111e                |                  |

| Jaar | Gent-Wevelgem | Parijs-Tours |
| ---- | ------------- | ------------ |
| 2023 |               | 10e          |
| 2024 |               | opgave       |
| 2025 | 86e           |              |

## Ploegen
- 2020 –  Equipe continentale Groupama-FDJ
- 2021 –  Equipe continentale Groupama-FDJ
- 2022 –  Equipe continentale Groupama-FDJ (tot 31 juli)
- 2022 –  Groupama-FDJ (vanaf 1 augustus)
- 2023 –  Groupama-FDJ
- 2024 –  Groupama-FDJ
- 2025 –  Groupama-FDJ

Armirail · Askey · Badilatti · Davy · Démare · Duchesne · Gaudu · Geniets · Guarnieri · Konovalovas · Küng   · Ladagnous · Le Gac · Lienhard · Ludvigsson · Madouas · Molard · Pacher · Penhoët (vanaf 1/8) · Pinot · Reichenbach · Roux · Scotson · Sinkeldam · Stewart · Storer · Valter · van den Berg · Welten
Armirail · Askey · Davy · Démare (tot 31/7) · Gaudu · Geniets · Germani · Grégoire · Konovalovas · Küng · Ladagnous · Le Gac · Lienhard · Madouas · Martinez · Molard · Pacher · Paleni · Penhoët · Pinot · Pithie · Scotson · Stewart · Storer · Thompson · van den Berg · Watson · Welten
Askey · Barthe · Bystrøm · Davy · Gaudu · Geniets · Germani · Grégoire · Gruel (vanaf 1/3) · Konovalovas · Küng · Le Gac · Le Huitouze · Lienhard · Madouas · Martinez · Molard · Pacher · Paleni · Penhoët · Pithie · Rochas · Russo · Sarreau · Thompson · van den Berg · Walls · Watson